# WHA 1972/1973
Sezóna 1972/1973 byla 1. ročníkem World Hockey Association. Vítězem se stal tým New England Whalers, který porazil ve finále playoff tým Winnipeg Jets. Do ročníku zasáhlo dvanáct týmů, každý odehrál 78 zápasů v základní části. Vítěz soutěže získal Avco World Trophy. Prvními vítězi Avco World Trophy se stali New England Whalers, kteří ve finále play off jasně zvítězili 4-1 proti Winnipeg Jets.

## Základní část

### Systém soutěže
Dvanáct týmů bylo rozděleno do dvou divizí po šesti týmech. Celkem každý tým odehrál v základní části 78 zápasů, z toho 39 na domácím ledě a 39 na ledě soupeře. Na rozdíl od běžné metody v Evropě hrát stejný počet zápasů proti každému týmu v průběhu sezóny, týmy WHA soutěžily proti sobě různě. Týmy, které patřily do stejné divize, hrály proti sobě osmkrát během sezóny. Šest zápasů se hrálo proti každému týmu v druhé divizi. Kromě toho každý tým hrál další dva zápasy proti "regionálnímu sousedovi". Tyto týmové dvojice byly Alberta a Winnipeg, Chicago a Minnesota, Cleveland a Philadelphia, Houston a Los Angeles, New England a New York a Ottawa a Québec. 
Na konci základní části se čtyři nejlepší týmy z každé divize kvalifikovaly do play-off, které se konalo po základní části a hrálo se formou vyřazovací části. V případě remízy mezi dvěma nebo více týmy se původně započítal větší počet vyhraných zápasů. Pokud zde byla také rovnost, odehrál se rozhodující zápas.

### Tabulka

#### Východní divize
| Poř. | Tým                  | Z  | V  | R  | P | VG  | OG  | B  |
| ---- | -------------------- | -- | -- | -- | - | --- | --- | -- |
| 1.   | New England Whalers  | 78 | 46 | 30 | 2 | 318 | 263 | 94 |
| 2.   | Cleveland Crusaders  | 78 | 43 | 32 | 3 | 287 | 239 | 89 |
| 3.   | Philadelphia Blazers | 78 | 38 | 40 | 0 | 288 | 305 | 76 |
| 4.   | Ottawa Nationals     | 78 | 35 | 39 | 4 | 279 | 301 | 74 |
| 5.   | Québec Nordiques     | 78 | 33 | 40 | 5 | 276 | 313 | 71 |
| 6.   | New York Raiders     | 78 | 33 | 43 | 2 | 303 | 334 | 68 |

#### Západní divize
| Poř. | Tým                       | Z  | V  | R  | P | VG  | OG  | B  |
| ---- | ------------------------- | -- | -- | -- | - | --- | --- | -- |
| 1.   | Winnipeg Jets             | 78 | 43 | 31 | 4 | 285 | 249 | 90 |
| 2.   | Houston Aeros             | 78 | 39 | 35 | 4 | 284 | 269 | 82 |
| 3.   | Los Angeles Sharks        | 78 | 37 | 35 | 6 | 259 | 250 | 80 |
| 4.   | Minnesota Fighting Saints | 78 | 38 | 37 | 3 | 250 | 269 | 79 |
| 5.   | Alberta Oilers            | 78 | 38 | 37 | 3 | 269 | 256 | 79 |
| 6.   | Chicago Cougars           | 78 | 26 | 50 | 2 | 245 | 395 | 54 |

### Hráčské statistiky

#### Kanadské bodování
Toto je konečné pořadí hráčů podle dosažených bodů. Za jeden vstřelený gól nebo přihrávku na gól hráč získal jeden bod.
| Poř. | Hráč                | Tým                  | Z  | G  | A  | B   | TM | +/- |
| ---- | ------------------- | -------------------- | -- | -- | -- | --- | -- | --- |
| 1.   | André Lacroix       | Philadelphia Blazers | 78 | 50 | 74 | 124 | 83 | --  |
| 2.   | Ron Ward            | New York Raiders     | 77 | 51 | 67 | 118 | 28 | --  |
| 3.   | Danny Lawson        | Philadelphia Blazers | 78 | 61 | 45 | 106 | 35 | --  |
| 4.   | Tom Webster         | New England Whalers  | 77 | 53 | 50 | 103 | 89 | --  |
| 5.   | Bobby Hull          | Winnipeg Jets        | 63 | 51 | 52 | 103 | 37 | --  |
| 6.   | Norm Beaudin        | Winnipeg Jets        | 78 | 38 | 65 | 103 | 15 | --  |
| 7.   | Christian Bordeleau | Winnipeg Jets        | 78 | 47 | 54 | 101 | 12 | --  |
| 8.   | Terry Caffery       | New England Whalers  | 74 | 39 | 61 | 100 | 14 | --  |
| 9.   | Gord Labossiere     | Houston Aeros        | 77 | 36 | 60 | 96  | 56 | --  |
| 10.  | Wayne Carleton      | Ottawa Nationals     | 75 | 42 | 49 | 91  | 42 | --  |

#### Hodnocení brankářů
Toto je konečné pořadí nejlepších pět brankářů.
| Poř. | Hráč           | Tým                 | Z  | MIN  | V  | P  | R | OG  | ČK | POG  |
| ---- | -------------- | ------------------- | -- | ---- | -- | -- | - | --- | -- | ---- |
| 1.   | Gerry Cheevers | Cleveland Crusaders | 52 | 3144 | 32 | 20 | 2 | 149 | 5  | 2,84 |
| 2.   | Joe Daley      | Winnipeg Jets       | 29 | 1718 | 17 | 10 | 1 | 83  | 2  | 2,90 |
| 3.   | Russ Gillow    | Los Angeles Sharks  | 38 | 1892 | 17 | 13 | 2 | 96  | 2  | 2,91 |
| 4.   | Wayne Rutledge | Houston Aeros       | 36 | 2163 | 20 | 14 | 2 | 110 | 0  | 3,05 |
| 5.   | Jack Norris    | Alberta Oilers      | 64 | 3702 | 28 | 37 | 3 | 189 | 1  | 3,06 |

## Play off

### Pavouk
|  | Čtvrtfinále               | Čtvrtfinále         |                     |   | Semifinále | Semifinále |  |  | Finále | Finále |
|  |                           |                     |                     |   |            |            |  |  |        |        |
|  |                           |                     |                     |   |            |            |  |  |        |        |
|  | New England Whalers       | 4                   |                     |   |            |            |  |  |        |        |
|  | New England Whalers       | 4                   |                     |   |            |            |  |  |        |        |
|  | Ottawa Nationals          | 1                   |                     |   |            |            |  |  |        |        |
|  | Ottawa Nationals          | 1                   | New England Whalers | 4 |            |            |  |  |        |        |
|  |                           |                     | New England Whalers | 4 |            |            |  |  |        |        |
|  |                           | Cleveland Crusaders | 1                   |   |            |            |  |  |        |        |
|  | Cleveland Crusaders       | Cleveland Crusaders | 1                   | 4 |            |            |  |  |        |        |
|  | Cleveland Crusaders       |                     |                     | 4 |            |            |  |  |        |        |
|  | Philadelphia Blazers      | 0                   |                     |   |            |            |  |  |        |        |
|  | Philadelphia Blazers      | 0                   | New England Whalers | 4 |            |            |  |  |        |        |
|  |                           |                     | New England Whalers | 4 |            |            |  |  |        |        |
|  |                           | Winnipeg Jets       | 1                   |   |            |            |  |  |        |        |
|  | Winnipeg Jets             | Winnipeg Jets       | 1                   | 4 |            |            |  |  |        |        |
|  | Winnipeg Jets             |                     |                     | 4 |            |            |  |  |        |        |
|  | Minnesota Fighting Saints | 1                   |                     |   |            |            |  |  |        |        |
|  | Minnesota Fighting Saints | 1                   | Winnipeg Jets       | 4 |            |            |  |  |        |        |
|  |                           |                     | Winnipeg Jets       | 4 |            |            |  |  |        |        |
|  |                           | Houston Aeros       | 0                   |   |            |            |  |  |        |        |
|  | Houston Aeros             | Houston Aeros       | 0                   | 4 |            |            |  |  |        |        |
|  | Houston Aeros             |                     |                     | 4 |            |            |  |  |        |        |
|  | Los Angeles Sharks        | 0                   |                     |   |            |            |  |  |        |        |
|  | Los Angeles Sharks        | 0                   |                     |   |            |            |  |  |        |        |

### Čtvrtfinále

#### Východní divize
| New England Whalers vs. Ottawa Nationals | New England Whalers vs. Ottawa Nationals | New England Whalers vs. Ottawa Nationals | New England Whalers vs. Ottawa Nationals | New England Whalers vs. Ottawa Nationals | New England Whalers vs. Ottawa Nationals | New England Whalers vs. Ottawa Nationals |
| Datum                                    | Domácí                                   | Domácí                                   | Hosté                                    | Hosté                                    | Prod.                                    |                                          |
| ---------------------------------------- | ---------------------------------------- | ---------------------------------------- | ---------------------------------------- | ---------------------------------------- | ---------------------------------------- | ---------------------------------------- |
| 7. dubna                                 | Ottawa                                   | 3                                        | 6                                        | New England                              |                                          |                                          |
| 8. dubna                                 | Ottawa                                   | 3                                        | 4                                        | New England                              | 1. Prod.                                 |                                          |
| 9. dubna                                 | New England                              | 3                                        | 4                                        | Ottawa                                   |                                          |                                          |
| 12. dubna                                | New England                              | 7                                        | 3                                        | Ottawa                                   |                                          |                                          |
| 14. dubna                                | Ottawa                                   | 4                                        | 5                                        | New England                              | 1. Prod.                                 |                                          |
| New England Whalers vyhrál 4:1 na série. |                                          |                                          |                                          |                                          |                                          |                                          |

| Cleveland Crusaders vs. Philadelphia Blazers | Cleveland Crusaders vs. Philadelphia Blazers | Cleveland Crusaders vs. Philadelphia Blazers | Cleveland Crusaders vs. Philadelphia Blazers | Cleveland Crusaders vs. Philadelphia Blazers | Cleveland Crusaders vs. Philadelphia Blazers | Cleveland Crusaders vs. Philadelphia Blazers |
| Datum                                        | Domácí                                       | Domácí                                       | Hosté                                        | Hosté                                        | Prod.                                        |                                              |
| -------------------------------------------- | -------------------------------------------- | -------------------------------------------- | -------------------------------------------- | -------------------------------------------- | -------------------------------------------- | -------------------------------------------- |
| 4. dubna                                     | Philadelphia                                 | 2                                            | 3                                            | Cleveland                                    | 1. Prod.                                     |                                              |
| 7. dubna                                     | Philadelphia                                 | 1                                            | 7                                            | Cleveland                                    |                                              |                                              |
| 8. dubna                                     | Cleveland                                    | 3                                            | 1                                            | Philadelphia                                 |                                              |                                              |
| 11. dubna                                    | Cleveland                                    | 6                                            | 2                                            | Philadelphia                                 |                                              |                                              |
| Cleveland Crusaders vyhrál 4:0 na série.     |                                              |                                              |                                              |                                              |                                              |                                              |

#### Západní divize
| Winnipeg Jets (1) vs. Minnesota Fighting Saints (4) | Winnipeg Jets (1) vs. Minnesota Fighting Saints (4) | Winnipeg Jets (1) vs. Minnesota Fighting Saints (4) | Winnipeg Jets (1) vs. Minnesota Fighting Saints (4) | Winnipeg Jets (1) vs. Minnesota Fighting Saints (4) | Winnipeg Jets (1) vs. Minnesota Fighting Saints (4) | Winnipeg Jets (1) vs. Minnesota Fighting Saints (4) |
| Datum                                               | Domácí                                              | Domácí                                              | Hosté                                               | Hosté                                               | Prod.                                               |                                                     |
| --------------------------------------------------- | --------------------------------------------------- | --------------------------------------------------- | --------------------------------------------------- | --------------------------------------------------- | --------------------------------------------------- | --------------------------------------------------- |
| 6. dubna                                            | Minnesota                                           | 1                                                   | 3                                                   | Winnipeg                                            |                                                     |                                                     |
| 8. dubna                                            | Minnesota                                           | 2                                                   | 5                                                   | Winnipeg                                            |                                                     |                                                     |
| 10. dubna                                           | Winnipeg                                            | 4                                                   | 6                                                   | Minnesota                                           |                                                     |                                                     |
| 11. dubna                                           | Winnipeg                                            | 3                                                   | 2                                                   | Minnesota                                           | 1. Prod.                                            |                                                     |
| 15. dubna                                           | Minnesota                                           | 5                                                   | 8                                                   | Winnipeg                                            |                                                     |                                                     |
| Winnipeg Jets vyhrál 4:1 na série.                  |                                                     |                                                     |                                                     |                                                     |                                                     |                                                     |

| Houston Aeros vs. Los Angeles Sharks | Houston Aeros vs. Los Angeles Sharks | Houston Aeros vs. Los Angeles Sharks | Houston Aeros vs. Los Angeles Sharks | Houston Aeros vs. Los Angeles Sharks | Houston Aeros vs. Los Angeles Sharks | Houston Aeros vs. Los Angeles Sharks |
| Datum                                | Domácí                               | Domácí                               | Hosté                                | Hosté                                | Prod.                                |                                      |
| ------------------------------------ | ------------------------------------ | ------------------------------------ | ------------------------------------ | ------------------------------------ | ------------------------------------ | ------------------------------------ |
| --                                   | Los Angeles                          | 2                                    | 7                                    | Houston                              |                                      |                                      |
| --                                   | Los Angeles                          | 4                                    | 2                                    | Houston                              |                                      |                                      |
| --                                   | Houston                              | 2                                    | 3                                    | Los Angeles                          |                                      |                                      |
| --                                   | Houston                              | 3                                    | 2                                    | Los Angeles                          | 1. Prod.                             |                                      |
| --                                   | Los Angeles                          | 3                                    | 6                                    | Houston                              |                                      |                                      |
| --                                   | Houston                              | 3                                    | 2                                    | Los Angeles                          |                                      |                                      |
| Houston Aeros vyhrál 4:2 na série.   |                                      |                                      |                                      |                                      |                                      |                                      |

### Semifinále

#### Východní divize
| New England Whalers vs. Cleveland Crusaders | New England Whalers vs. Cleveland Crusaders | New England Whalers vs. Cleveland Crusaders | New England Whalers vs. Cleveland Crusaders | New England Whalers vs. Cleveland Crusaders | New England Whalers vs. Cleveland Crusaders | New England Whalers vs. Cleveland Crusaders |
| Datum                                       | Domácí                                      | Domácí                                      | Hosté                                       | Hosté                                       | Prod.                                       |                                             |
| ------------------------------------------- | ------------------------------------------- | ------------------------------------------- | ------------------------------------------- | ------------------------------------------- | ------------------------------------------- | ------------------------------------------- |
| 18. dubna                                   | Cleveland                                   | 2                                           | 3                                           | New England                                 |                                             |                                             |
| 19. dubna                                   | Cleveland                                   | 2                                           | 3                                           | New England                                 |                                             |                                             |
| 21. dubna                                   | New England                                 | 5                                           | 4                                           | Cleveland                                   |                                             |                                             |
| 22. dubna                                   | New England                                 | 2                                           | 5                                           | Cleveland                                   |                                             |                                             |
| 26. dubna                                   | Cleveland                                   | 1                                           | 3                                           | New England                                 |                                             |                                             |
| New England Whalers vyhrál 4:1 na série.    |                                             |                                             |                                             |                                             |                                             |                                             |

#### Západní divize
| Winnipeg Jets vs. Houston Aeros    | Winnipeg Jets vs. Houston Aeros | Winnipeg Jets vs. Houston Aeros | Winnipeg Jets vs. Houston Aeros | Winnipeg Jets vs. Houston Aeros | Winnipeg Jets vs. Houston Aeros | Winnipeg Jets vs. Houston Aeros |
| Datum                              | Domácí                          | Domácí                          | Hosté                           | Hosté                           | Prod.                           |                                 |
| ---------------------------------- | ------------------------------- | ------------------------------- | ------------------------------- | ------------------------------- | ------------------------------- | ------------------------------- |
| 20. dubna                          | Houston                         | 1                               | 5                               | Winnipeg                        |                                 |                                 |
| 22. dubna                          | Houston                         | 0                               | 2                               | Winnipeg                        |                                 |                                 |
| 24. dubna                          | Winnipeg                        | 4                               | 2                               | Houston                         |                                 |                                 |
| 26. dubna                          | Winnipeg                        | 3                               | 0                               | Houston                         |                                 |                                 |
| Winnipeg Jets vyhrál 4:0 na série. |                                 |                                 |                                 |                                 |                                 |                                 |

### Finále
| Winnipeg Jets vs. New England Whalers                                | Winnipeg Jets vs. New England Whalers | Winnipeg Jets vs. New England Whalers | Winnipeg Jets vs. New England Whalers | Winnipeg Jets vs. New England Whalers | Winnipeg Jets vs. New England Whalers | Winnipeg Jets vs. New England Whalers |
| Datum                                                                | Domácí                                | Domácí                                | Hosté                                 | Hosté                                 | Prod.                                 |                                       |
| -------------------------------------------------------------------- | ------------------------------------- | ------------------------------------- | ------------------------------------- | ------------------------------------- | ------------------------------------- | ------------------------------------- |
| 29. dubna                                                            | Winnipeg                              | 2                                     | 7                                     | New England                           |                                       |                                       |
| 2. května                                                            | New England                           | 7                                     | 4                                     | Winnipeg                              |                                       |                                       |
| 3. května                                                            | New England                           | 3                                     | 4                                     | Winnipeg                              |                                       |                                       |
| 5. května                                                            | 'Winnipeg                             | 2                                     | 4                                     | New England                           |                                       |                                       |
| 6. května                                                            | 'Winnipeg                             | 6                                     | 9                                     | New England                           |                                       |                                       |
| New England Whalers vyhrál 4:1 na série a vyhráli Avco World Trophy. |                                       |                                       |                                       |                                       |                                       |                                       |

### Hráčské statistiky play-off

#### Kanadské bodování
Toto je konečné pořadí hráčů podle dosažených bodů. Za jeden vstřelený gól nebo přihrávku na gól hráč získal jeden bod.
| Poř. | Hráč         | Tým                 | Z  | G  | A  | B  | TM | +/- |
| ---- | ------------ | ------------------- | -- | -- | -- | -- | -- | --- |
| 1.   | Norm Beaudin | Winnipeg Jets       | 14 | 13 | 15 | 28 | 2  | --  |
| 2.   | Tom Webster  | New England Whalers | 15 | 12 | 14 | 26 | 6  | --  |
| 3.   | Bobby Hull   | Winnipeg Jets       | 14 | 9  | 16 | 25 | 16 | --  |
| 4.   | Tim Sheehy   | New England Whalers | 15 | 9  | 14 | 23 | 13 | --  |
| 5.   | Jim Dorey    | New England Whalers | 15 | 3  | 16 | 19 | 41 | --  |
| 6.   | Larry Pleau  | New England Whalers | 15 | 12 | 7  | 19 | 15 | --  |

## Trofeje a ocenění
Nové trofeje byly pojmenovány po některých ze zakladatelů týmů a klíčových osobnostech z organizace WHA.
| Trofej                  | Hráč           | Tým                       |
| ----------------------- | -------------- | ------------------------- |
| Gary L. Davidson Trophy | Bobby Hull     | Winnipeg Jets             |
| Bill Hunter Trophy      | André Lacroix  | Philadelphia Blazers      |
| Lou Kaplan Trophy       | Terry Caffery  | New England Whalers       |
| Ben Hatskin Trophy      | Gerry Cheevers | Cleveland Crusaders       |
| Dennis A. Murphy Trophy | J. C. Tremblay | Québec Nordiques          |
| Howard Baldwin Trophy   | Jack Kelley    | New England Whalers       |
| Paul Deneau Trophy      | Ted Hampson    | Minnesota Fighting Saints |

### All-Star Tým

#### První All-Star Tým
| Hráč           | Pozice           | Tým                  | Z  | G  | A  | B   |
| -------------- | ---------------- | -------------------- | -- | -- | -- | --- |
| André Lacroix  | Střední útočník  | Philadelphia Blazers | 77 | 51 | 67 | 118 |
| Danny Lawson   | Křídelný útočník | Philadelphia Blazers | 78 | 61 | 45 | 106 |
| Bobby Hull     | Křídelný útočník | Winnipeg Jets        | 63 | 51 | 52 | 103 |
| J. C. Tremblay | Obránce          | Québec Nordiques     | 76 | 14 | 75 | 89  |
| Paul Shmyr     | Obránce          | Cleveland Crusaders  | 73 | 5  | 43 | 48  |

| Hráč           | Pozice  | Tým                 | Z  | V  | ČK | POG  |
| -------------- | ------- | ------------------- | -- | -- | -- | ---- |
| Gerry Cheevers | Brankář | Cleveland Crusaders | 52 | 32 | 5  | 2,84 |

#### Druhý All-Star Tým
| Hráč          | Pozice           | Tým                 | Z  | G  | A  | B   |
| ------------- | ---------------- | ------------------- | -- | -- | -- | --- |
| Ron Ward      | Střední útočník  | New York Raiders    | 77 | 51 | 67 | 118 |
| Tom Webster   | Křídelný útočník | New England Whalers | 82 | 43 | 59 | 102 |
| Gary Jarrett  | Křídelný útočník | Cleveland Crusaders | 77 | 40 | 39 | 79  |
| Jim Dorey     | Obránce          | New England Whalers | 75 | 7  | 56 | 63  |
| Larry Hornung | Obránce          | Winnipeg Jets       | 77 | 13 | 45 | 58  |

| Hráč          | Pozice  | Tým                  | Z  | V  | ČK | POG  |
| ------------- | ------- | -------------------- | -- | -- | -- | ---- |
| Bernie Parent | Brankář | Philadelphia Blazers | 63 | 33 | 2  | 3,61 |

## Vítězové Avco World Trophy
|  | Brankáři: Bruce Landon • Al Smith Obránci: Jim Dorey • Ted Green (C) • Paul Hurley • Rick Ley • Brad Selwood Útočníci: Kevin Ahearn • Mike Byers • Terry Caffery • John Cunniff • John Danby • Tommy Earl • John French • Larry Pleau • Brit Selby • Tim Sheehy • Guy Smith • Tom Webster • Tommy Williams Trenér a generální manažer: Jack Kelley |